# Castello Piccolomini (Capestrano)
El Castello Piccolomini (en español Castillo Piccolomini) se encuentra en la ciudad italiana de Capestrano (en la Provincia de L'Aquila, región Abruzos).

## Historia
El Castello Piccolomini de Capestrano fue construido reemplazando una fortaleza medieval, de la que sigue siendo la torre central. Varias familias, como Acquaviva, Piccolomini, y Medici, modificaron el edificio hasta la estructura actual, terminado en 1485.
Ahora el castillo, profundamente reestructurado en 1924, se utiliza como el ayuntamiento.

## Características
El castillo se compone de dos estructura en forma de L, de las cuales la más grande, con orientación suroeste, contiene la entrada principal de la plaza central de la ciudad. El patio interior, con un pozo en el centro, tiene la antigua torre medieval con orientación noreste.